# نیلس گوپ
نیلس گوپ (نروژی: Nils Gaup؛ زادهٔ ۱۲ آوریل ۱۹۵۵) کارگردان فیلم، فیلم‌نامه‌نویس، بازیگر و کارگردان تلویزیونی سامی اهل نروژ است. وی از سال ۱۹۸۷ میلادی تا کنون مشغول فعالیت بوده‌است.
از فیلم‌های او می‌توان به ستاره قطبی اشاره کرد.
نیلس گوپ برای فیلم اوفلاس جوایز متعددی دریافت کرده است، از جمله جایزه آماندا برای بهترین فیلم در سال ۱۹۸۸، تقدیر ویژه در جشنواره فیلم سیتخس در همان سال، جایزه ساترلند از انستیتوی فیلم بریتانیا در سال بعد، و جایزه بزرگ جشنواره بین‌المللی فیلم فانتزی یوباری در سال ۱۹۹۰. در سال ۲۰۰۹، او جایزه اسکابماگات را دریافت کرد؛ جایزه‌ای برای فیلم‌های بومی که به پاس مشارکت‌های بلندمدت و ارزشمندش در فرهنگ و جامعه مردم سامی به او اهدا شد. در سال ۲۰۲۲، او به‌همراه مارگرت اولین، یواکیم تری‌یر و دیا خان، برنده‌ی جایزه فرهنگی بنیاد انسان‌دوستانه آندرس یاره شد.  یکی از فیلم‌های وی نیز در سال ۱۹۸۸ میلادی در شصتمین دوره جوایز اسکار، نامزد دریافت جایزه اسکار بهترین فیلم بین‌المللی بود.